# Berretto da fumo

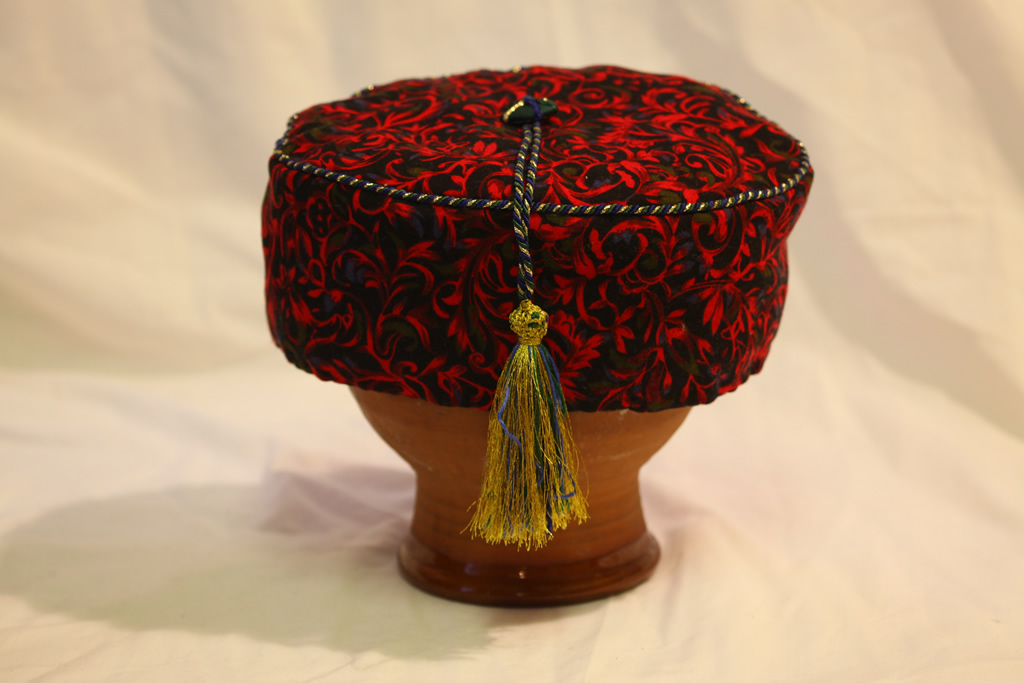
Un berretto da fumo del XIX secolo

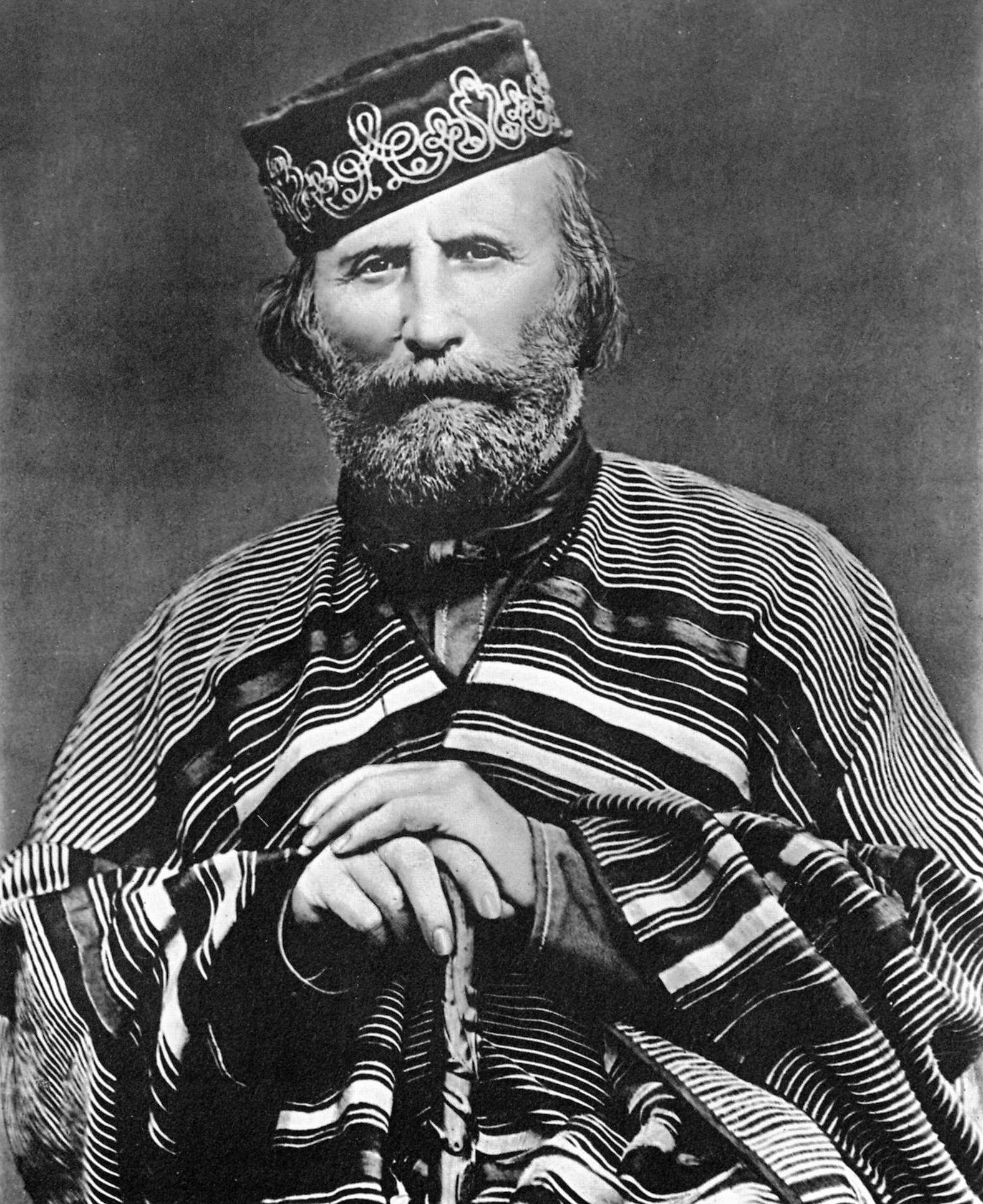
Giuseppe Garibaldi col suo caratteristico berretto da fumo

Il berretto da fumo talvolta noto anche come berretto del pensatore o berretto alla Garibaldi è un particolare tipo di berretto utilizzato un tempo dagli uomini (in particolare nel XIX secolo) per fumare. Esso veniva indossato anche perché la particolare composizione del berretto, spesso in lana, manteneva al caldo la testa. Furono molto popolari nell'Inghilterra dell'Ottocento ed erano utilizzati spesso dai gentiluomini nella privacy delle loro abitazioni. Ad esso si abbinava sovente una giacca da fumo. 
Questa particolare tipologia di cappello deriva probabilmente da copricapi molto simili utilizzati in Cina, Arabia e Turchia, dal momento che anche in questi contesti vi sono esempi molto simili (ad esempio la shashia tunisina, il fez o il kufi). In Italia il copricapo divenne particolarmente famoso nel corso dell'Ottocento perché divenne un tratto distintivo di Giuseppe Garibaldi che lo amava particolarmente, abbinato al suo poncho, e di cui disponeva di una vasta collezione.